# Съветска Русия
Вижте пояснителната страница за други значения на Съветска Русия.
Съветска Русия (на руски: Советская Россия), от юли 1918 година официално Руска социалистическа федеративна съветска република, е държава в Евразия, съществувала през 1917 – 1922 година.
Създадена от болшевиките с Октомврийската революция от 7 ноември 1917 година, в хода на последвалата Гражданска война, завършила с болшевишка победа, тя успява да установи контрол над по-голямата част от териториите на бившата Руска империя. На 30 декември 1922 година е преобразувана в Съюз на съветските социалистически републики, като основната ѝ територия остава в състава на съюзната Руска съветска федеративна социалистическа република.